# Lesa

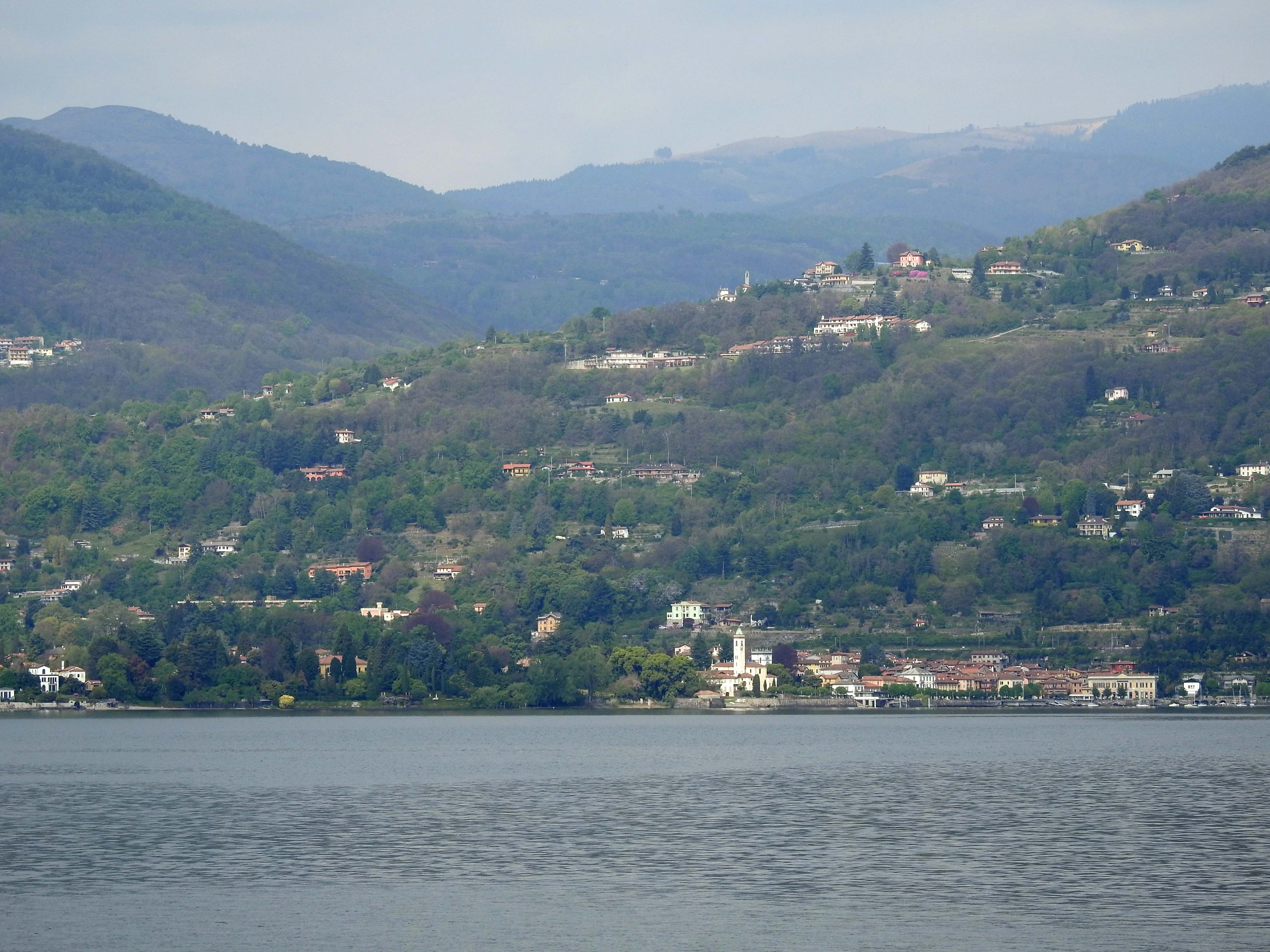
Lesa am Lago Maggiore

Lesa ist eine Gemeinde am Westufer des Lago Maggiore mit 2153 Einwohnern (Stand 31. Dezember 2023) in der italienischen Provinz Novara (NO), Region Piemont.

## Geographie
Die Gemeinde besteht aus den Ortsteilen Villa Lesa, Solcio, Comnago und Calogna. Die Nachbargemeinden sind Belgirate, Brovello-Carpugnino (VB), Ispra (VA), Massino Visconti, Meina, Nebbiuno, Ranco und Stresa. Der Schutzheilige des Ortes ist San Martino.
Der Ort liegt in einer kleinen Bucht neben Belgirate, und gegenüber von Ispra, das auf der anderen Seite des Lago Maggiore liegt. Das Gemeindegebiet umfasst eine Fläche von 12 km².

## Sehenswürdigkeiten
In Lesa werden viele historische Dokumente und Erinnerungsstücke an große Persönlichkeiten, die sich in dem Ort aufgehalten haben, aufbewahrt. Unter ihnen zum Beispiel solche von Alessandro Manzoni, Giulio Carcano und Camillo Benso von Cavour. In dem kleinen Dorf befinden sich Villen aus den verschiedensten Epochen, wobei die Ältesten aus dem Mittelalter stammen. Aus dieser Zeit stammt auch eine Burgruine.